# Lakhnadon
Lakhnadon è una suddivisione dell'India, classificata come nagar panchayat, di 14.343 abitanti, situata nel distretto di Seoni, nello stato federato del Madhya Pradesh. In base al numero di abitanti la città rientra nella classe IV (da 10.000 a 19.999 persone).

## Geografia fisica
La città è situata a 22° 36' 0 N e 79° 35' 60 E e ha un'altitudine di 606 m s.l.m..

## Società

### Evoluzione demografica
Al censimento del 2001 la popolazione di Lakhnadon assommava a 14.343 persone, delle quali 7.528 maschi e 6.815 femmine. I bambini di età inferiore o uguale ai sei anni assommavano a 1.940, dei quali 992 maschi e 948 femmine. Infine, coloro che erano in grado di saper almeno leggere e scrivere erano 10.181, dei quali 5.809 maschi e 4.372 femmine.